# Жук-носоріг малий
Жук-носоріг малий, або рогачик однорогий (Sinodendron cylindricum) — вид жуків родини рогачів (Lucanidae).

## Поширення
Вид поширений в Європі (окрім Португалії, Молдови та Ісландії) та Азії (Сибір, Туреччина, Казахстан, Монголія, китайська провінція Сіньцзян). Трапляється у фауні України.

## Опис
Жук завдовжки 12-18 мм. Тіло витягнуте, циліндричної форми, блискучого чорного кольору. Голова у самця майже гладка, у самиць дрібно пунктирна. Мандибули невеликі. У самців на голові є наріст у вигляді рога (звідси і назва жука). У самиць цей наріст має вигляд лише невеликого горбка. На задній поверхні рога є два ряди золотистих волосків. На передньоспинці є короткий спрямований вперед виріст. На надкрилах видно чіткі борозенки. Крила досить розвинені, комахи добре літають.
Личинка жовтявого кольору, з жовто-коричневою головою, з добре розвиненими щелепами, має шість кінцівок.

## Спосіб життя
Жук трапляється впродовж всього літа. Активний вночі. Личинки розвиваються у мертвій деревині листяних порід. Життєвий цикл триває близько чотирьох років, у перші два розвиваються личинки, навесні третього року відбувається заляльковування і метаморфоза. Імаго відроджуються в кінці літа і восени. Жук мешкає на листяних деревах, харчується рослинним соком.